# تورتيا
بلدية تُرتِيَّة أو تورتيا (بالإسبانية: Tortellá) هي بلدية تقع في مقاطعة جرندة التابعة لمنطقة قطلونية شمال شرق إسبانيا.

## الديموغرافيا
بلغ عدد سكان بلدية ترتية 760 نسمة عام 2011 (وفقاً للمعهد الوطني الإسباني للإحصاء).
| 683 | 697 | 713 | 714 | 749 | 760 | 760 |